# Ташлих
Ташлих (от др.-евр. תשליך‬) — еврейский очистительный новогодний обряд, название которого заимствовано из библейской цитаты «Ты ввергнешь в пучину морскую все грехи наши» (Мих. 7:18—20). Отмечается в праздник Рош ха-Шана по еврейский календарю в послеобеденное время на берегу реки чтением указанного отрывка из пророка Михи и других покаянных молитв, при этом бросают в воду крошки хлеба для рыб. Молитвы и гимны, относящиеся к ташлиху, приведены в молитвеннике. Так как ни Талмуд, ни гаонейская литература и ранние раввинские авторитеты ничего не говорят ο ташлихе, нужно думать, что этот обряд введён был позднее немецкими евреями не раньше XIV века. Практикуется и ныне ортодоксальными евреями.

## Разные толкования
Первое прямое указание на ташлих встречается y Якова Меллна (ум. 1427), который, ссылаясь на одну мидрашитскую аггаду из «Сефер га-Яшар», считает этот обряд воспоминанием о жертвоприношении Исаака, когда Авраам намеревался принести в жертву Богу Исаака, сатана стал ему поперёк пути и принял вид глубокого потока. Авраам и Исаак погрузились в воду и стали просить Бога ο помощи; поток исчез.
Меллн считал недопустимым бросать в реку крошки в субботу, поэтому, когда Рош ха-Шана приходился на субботу, то ташлих переносили на следующий день.
Исаия Горовиц (ок. 1555—1630) указал, какое значение имела в этом обряде рыба, она служила человеку напоминанием ο его судьбе и побуждала к покаянию, согласно словам «как рыба, пойманная в роковой невод» (Екк. 9:12); так как y рыбы нет бровей и глаза y неё всегда открыты, то она символизировала вечно бодрствующего Охранителя Израиля.
Моисей Иссерлес (XVI век) дал такое объяснение, что пучины морские видели начало сотворения мира, поэтому вполне приличествовало в день Нового Года, годовщину сотворения мира, бросать хлеб в воду.
Каббалистический обычай потряхивания концами одежды во время церемонии, якобы для сбрасывания клипот («скорлуп», то есть прилипших демонов зла), побудил многих рационалистически настроенных евреев восстать против обряда ташлих, так как y простых людей он вызывал представление ο возможности действительного вытряхивания грехов в воду, уносящую их своим течением. Особенно восставали против ташлиха, как против языческого обряда, маскилим («просвещённые», «уразумевшие»).

## Отражение в искусстве
Лучшая сатира на ташлих написана Исааком Эртером в его Ha-Zofeh le-Bet Israel (64—80, Вена, 1864).